# مستشفى مولاي إسماعيل
مُستشفى مولاي إسماعيل ويُعرف أيضًا باسم مُستشفى القبيبات هو مستشفى يقعُ في مَدينة مكناس. أُسس أثناء الاستعمار الفرنسي ويُعتبر أقدم مُستشفى عَصري بِالمغرب إذ يعود تاريخ بنائه لعام 1918.